# Idea munaensis
Idea munaensis är en fjärilsart som beskrevs av Fruh 1899. Idea munaensis ingår i släktet Idea och familjen praktfjärilar. Inga underarter finns listade i Catalogue of Life.